# Sodiu

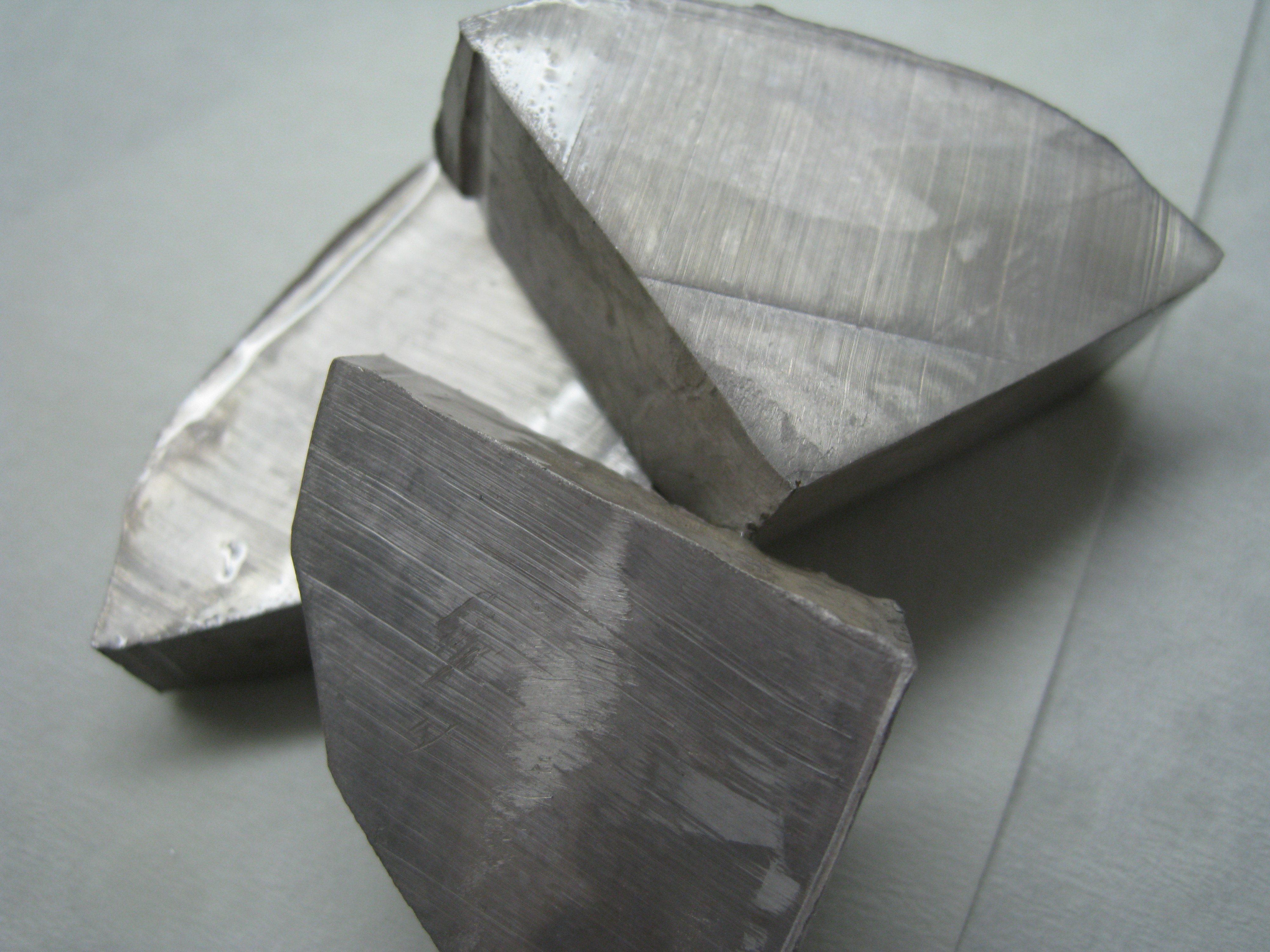
Sodiu

Sodiul (câteodată denumit și natriu) este un element chimic cu simbolul Na și numărul atomic 11. Este un metal alcalin, gri, moale, cu o reactivitate ridicată. Din această cauză, sodiul nu există liber în natură, ci doar sub formă de combinații chimice deosebit de stabile. În stare liberă, reacționează violent cu apa și ia foc în aer la temperaturi de peste 115°C. La temperatură obișnuită lăsat în aer fumegă. Datorită liniilor sale spectrale din domeniul culorii galben, conferă unei flăcări culoarea galben.
Sodiul se află în prima grupă a tabelului periodic al elementelor, întrucât are un singur electron în stratul extern. Reactivitatea sa ridicată provine din faptul că are o tendință ridicată de a ceda electronul, formând un ion încărcat pozitiv, cationul de sodiu Na+. Singurul său izotop stabil este 23Na.
Pentru industrie, compușii cei mai importanți sunt: clorura de sodiu (NaCl), carbonatul de sodiu (Na2CO3), bicarbonatul de sodiu (NaHCO3), salpetrul de Chile (NaNO3), soda caustică (NaOH), boraxul (Na2B4O7·10H2O), tiosulfatul de sodiu (Na2S2O3·5H2O).
Ionii de sodiu au o mare importanță în procesele fiziologice din organism, în depolarizarea membranelor, și în transmiterea stimulilor. Contrar tendinței de difuzie, pompa de sodiu-potasiu scoate ioni Na+ din celulă și introduce ioni K+, polarizând membranele (datorită diferențelor de concentrație de Na și K față de fețele membranei), pozitiv la interior și negativ la exterior. În timpul depolarizării, sodiul pătrunde masiv în celula și potasiul iese, schimbând polarizarea membranei.
De asemenea, ionii de Na+ și ionii de Ca+2 sunt importanți în crearea lucrului mecanic în mușchi.
Serul fiziologic perfuzabil este o soluție de 0,9% NaCl, izotonică.

## Istoric
A fost descoperit în 1807.

## Structură atomică
Atomul de sodiu este format, în stare fundamentală, din 11 protoni, 12 neutroni și 11 electroni.

## Izotopi
Sodiul are un izotop stabil.

## Proprietăți

### Proprietăți fizice:
- solid, alb-argintiu, metal alcalin;
- moale, ușor, luciu în tăietură proaspătă;
- bun conducător de căldură și electricitate;
- maleabil și ductil;
- punct de topire scăzut (98 °C).

Ionul Na+ colorează flacăra puternic în galben.

### Proprietăți chimice
Pirostibiatul acid de potasiu K2H2Sb2O7, sau formulat complex hexahidroxostibiatul de potasiu K[Sb(OH)6] precipită pirostibiatul acid de sodiu, alb cristalin (precipitarea se accelerează prin frecare cu bagheta):
2Na+ + (H2Sb2O7)2- → Na2H2Sb2O7↓
sau
Na+ + [Sb(OH)6] → Na[Sb(OH)6]↓
Pirostibiatul acid de sodiu în soluție acidă se descompune formând acidul stibic, precipitat alb amorf.
Na2H2Sb2O7 + 2H+ → 2H3SbO4↓ + Na+
sau
Na[Sb(OH)6] + H+ → H3SbO4↓ + Na+ + 2H2O
Acetatul de uranil precipită în mediu de acid acetic, acetatul dublu de sodiu și uranil, precipitat galben cristalin.
Na+ + UO2+ + 2CH3COO- + CH3COOH → NaUO2(CH3COO)3↓ + H+
Reacția este mai diluată când se adaugă, în același timp și acetat de magneziu, sau de zinc, precipitând:
NaMg(UO2)3(CH3COO)9 · 3H2O sau NaZn(UO2)3(CH3COO)9 · 6H2O

### Reactivitate chimică
Sodiul este un element cu caracter electropozitiv puternic, drept pentru care dă toate reacțiile caracteristice metalelor.
Sodiul reacționează cu oxigenul, dând oxid de sodiu și/sau peroxid de sodiu.
4Na + O2 → 2Na2O
2Na + O2 (în exces) → Na2O2
Sodiul reacționează violent cu acizii dând sare și hidrogen.
2Na + 2HCl → 2NaCl + H2↑
Sodiul reacționează direct cu nemetalele dând săruri, și cu hidrogenul dând hidruri.
2Na + Cl2 → 2NaCl
2Na + H2 → 2NaH (hidrură de sodiu)
2Na + S → Na2S
Sodiul reacționează violent cu apă dând hidroxid și hidrogen.
Na + H2O → NaOH + H2↑
Sodiul slab încălzit se aprinde în atmosferă de dioxid de azot.

## Compuși
Sodiul este cel mai răspândit metal alcalin din scoarța Pământului, dar și unul dintre cele mai răspândite din Univers. În natură se găsește sub forma depozitelor masive de sare gemă (clorură de sodiu, NaCl), în mineralul halit, în combinație cu clorura de potasiu), în silvină, împreună cu aluminiul în criolit (Na3AlF6), sau sub formă de azotat în salpetrul de Chile (NaNO3, azotat de sodiu), reprezentând 2,6% din masa scoarței terestre. În apa marină, ionii de Na+ îi însoțesc pe cei de Cl-.
Liniile spectrale D ale sodiului se găsesc în majoritatea stelelor, precum și în Soare.

## Producere

#### Preparare în laborator
Sodiul metalic se obține prin electroliza clorurii de sodiu (NaCl) în topitură, metodă mai ieftină decât electroliza hidroxidului de sodiu (NaOH).

#### Producere la scară industrială
Metode de obținere:
1. Electroliza clorurii de natriu: 2NaCl (topită) → 2Na + Cl2
Au loc reacțiile următoare:
{\displaystyle \mathrm {2\ Na_{}^{+}+2\ e^{-}\rightarrow 2\ Na^{0}} }
La catod se formează sodiu.
{\displaystyle \mathrm {2\ Cl^{-}\rightarrow Cl_{2}+2\ e^{-}} }
La anod se formează clor.
{\displaystyle \mathrm {2\ Na^{+}+2\ Cl^{-}\rightarrow 2\ Na+Cl_{2}} }
Reacție totală
2. Reacția de substituție: NaCl + Cs → CsCl + Na

## Utilizare
O mulțime de compuși ai sodiului au aplicații. Sodiul metalic se folosește pentru a obține compuși organici. De asemenea, sodiul este un element indispensabil existenței celulelor din organismele animale. Concentrația sărurilor, deci și a ionului de sodiu, determină presiunea osmotică normală a lichidelor. Sodiul mărește îmbibația cu apă a coloizilor din celule. El se găsește în special în serul sanguin, sub formă de NaCl, dar și de bicarbonat și fosfat de sodiu.
Dintre utilizările sodiului, amintim:
- obținerea compușilor organici;
- obținerea Na2O2;
- obținerea NaCN (cianură de sodiu);
- agent de răcire pentru reactori nucleari;
- obținerea de aliaje antifricțiune;
- lămpi incandescente.

## Măsuri de protecție chimică
- Purtarea echipamentului adecvat